# Dar-ol Fonoun

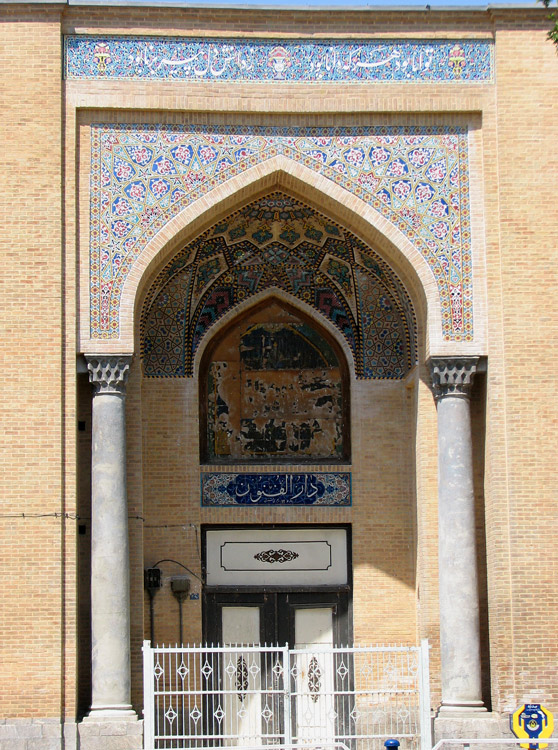
Portale principale dell'università dar-ol Fonun a Teheran.

Dar ol-Fonoun (in lingua persiana دارالفنون - istituto politecnico), fu la prima istituzione di studi superiori in Iran, fondata nel 1851.

## Storia
Fu voluta da Amir Kabir, all'epoca visir di Nasser al-Din Shah Qajar, e venne denominata Dar-al Fonoun. Fu strutturata come una scuola politecnica  che avrebbe avuto lo scopo di educare i giovani della società persiana alla medicina, ingegneria, scienze militari e geologia. Era un'istituzione pubblica, finanziata dallo stato, che negli anni si trasformò nell'università di Teheran.
L'istituto fu progettato da Mirza Reza Mohandes, che aveva studiato in Gran Bretagna, è costruito dall'architetto Muhammad Taqi-khan Memar-Bashi sotto la supervisione del principe della dinastia Qajar, Bahram Mirza. L'edificio era dotato di una salone per le assemblee, un teatro, una biblioteca, una caffetteria e un centro stampa.
Questa scuola d'elite ospitava 287 studenti nel 1889, ed aveva rilasciato 1100 diplomi nel 1891. A quell'epoca l'organico dei docenti era costituito da 16 professori di nazionalità iraniana e 26 europei (la maggior parte francesi).
Ottant'anni dopo la sua apertura, Dar ol-fonoun venne ristrutturata divenendo uno dei licei più importanti di Teheran. Dopo l'avvento della Repubblica islamica divenne la scuola dei maestri e degli insegnanti e, dopo diversi cambiamenti fu chiusa nel 1996. Dal 1999 è stato intrapreso il restauro dell'edificio da parte della Amministrazione dei Beni Culturali dell'Iran. Oggi è divenuto il centro nazionale di archivio dell'istruzione.